# UQCRQ
UQCRQ‏ (Ubiquinol-cytochrome c reductase complex III subunit VII) هوَ بروتين يُشَفر بواسطة جين UQCRQ في الإنسان.